# علی‌اکبر
علی اکبر بن الحسین (به عربی: عَلِيّ ٱلْأَكْبَر ٱبْن ٱلْحُسَيْن‎) فرزند ارشد حسین بن علی و ام لیلا بود. وی در ۲۵ سالگی در روز عاشورا و در نبرد کربلا کشته شد. بر اساس نوشته ژان کالمارد در ایرانیکا، شهرت علی اکبر به عنوان یک جنگجوی شجاع اهل بیت ممکن است بیش از شهرت عباس بن علی باشد.

## زندگی
علی اکبر پسر حسین بود که در جنگ کربلا ۱۸، ۱۹، یا ۲۵ ساله بود. دو برادر وی نیز عبدالله (علی‌اصغر) و علی زین العابدین (چهارمین امام شیعه) نام داشتند. به اعتقاد شیعه، این جوان بسیار شبیه به پدربزرگ پدر خود محمد، پیامبر اسلام بود، تا جایی که حسین بن علی اغلب می‌گفت: «هرگاه دلم برای پدربزرگ مادری تنگ می‌شود، به چهره علی اکبر نگاه می‌کنم.» علی اکبر در ۱۰ محرم ۶۱ هجری قمری در جنگ کربلا توسط مرره بن منقد کشته شد.
در این‌که سن او هنگام کشته شدن چقدر بوده است بین ۱۸، ۱۹، ۲۳ و ۲۵ سال اختلاف وجود دارد، اما از آنجا که سجاد در کربلا ۲۳ سال سن داشت و علی اکبر از او بزرگ‌تر بوده می‌توان گفت علی اکبر در سن ۲۵ سالگی کشته شده است؛ بنابراین نقل تاریخی چون واقعه کربلا در سال ۶۱ هجری قمری بود می‌توان گفت او در سال ۳۶ هجری قمری متولد شده است.
مادر علی‌اکبر،  لیلا، خواهرزاده معاویه بن ابی سفیان (خلیفه اموی) بود.

## مرگ

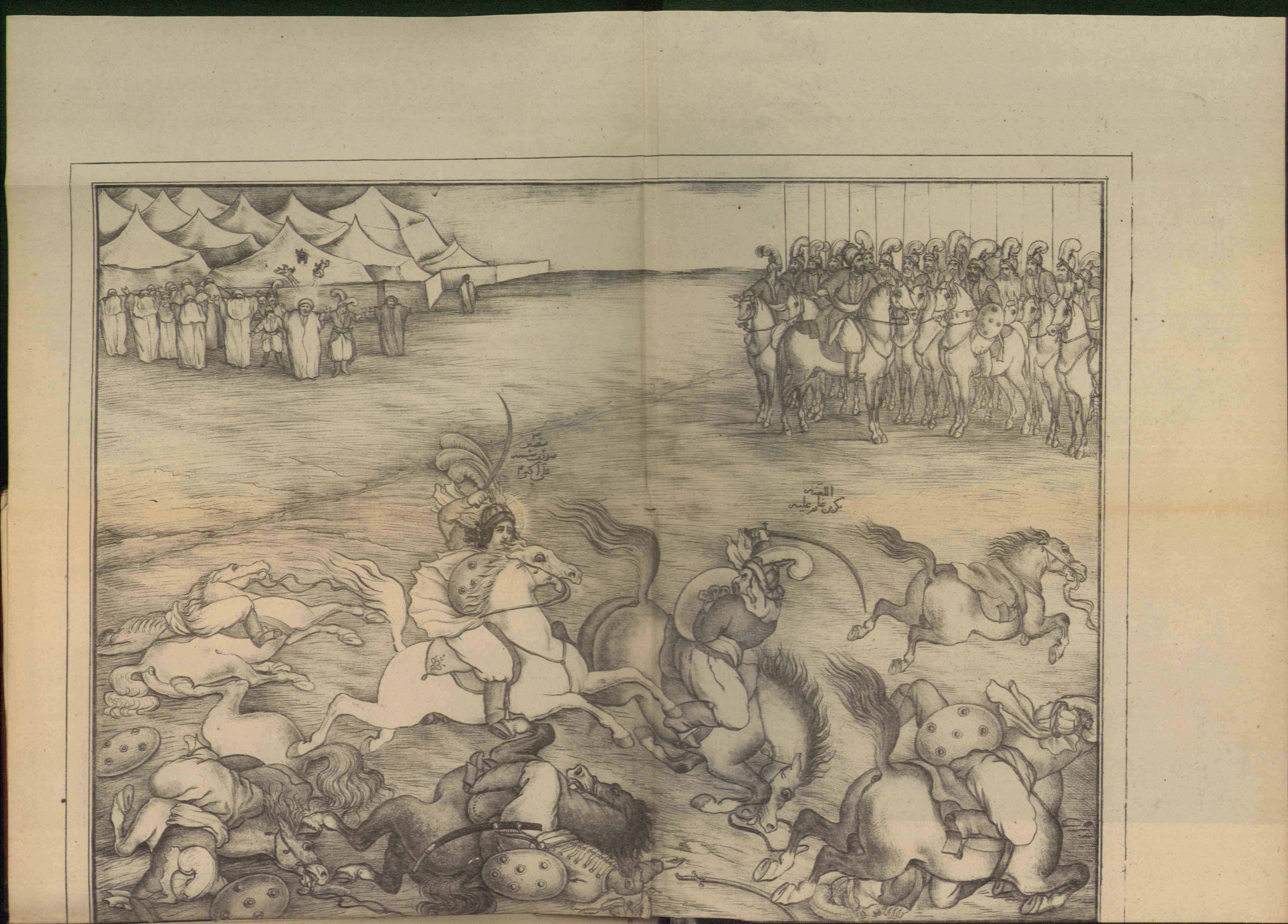
«شبیه علی‌اکبر»، اثر صنیع‌الملک، ۱۲۷۹ق.

منابع شیعه روایت کرده‌اند از آنجایی که یزید با علی‌اکبر نسبت خویشاوندی داشت، به او امان داد ولی علی‌اکبر قبول نکرد و در پاسخ گفت: «قرابت با رسول خدا با ارزش‌تر است». به گفته این منابع، علی‌اکبر در مقابل چشمان پدرش نزدیک به ده مرتبه به میدان نبرد رفت و هر بار نزدیک به دو یا سه نفر را کشت. او در حالی که خسته و تشنه شده بود نزد پدرش بازگشت و در خواست آب کرد، می‌گویند پدرش به او گفت: «پسرم! ببین دهان من از دهان تو خشک‌تر است، اندکی پیکار کن که به‌زودی از دست جدت رسول خدا سیراب خواهی شد» سپس او به میدان جنگ بازگشت. زمانی که به میدان برگشت مردی به نام مر بن سعد (به عربی: مُرَّ بن سَعد) یا مره بن منقذ عبدی (به عربی: مُرَّة بن مُنْقِذ عَبدى) از پشت به او ضربه‌ای وارد کرد که باعث شد او از اسب به زمین بیفتد؛ حسین که تا آن‌هنگام با گریه دیده نمی‌شد با دیدن سقوط پسرش شروع به گریه کرد. بعد از سقوط او دشمن او را احاطه و بدنش را قطعه قطعه کردند. مرتضی مطهری در اینجا می‌گوید:
شخصی با نیزه محکمی آن‌چنان به علی اکبر زد که دیگر توان از او گرفته شد به طوری که دستهایش را به گردن اسب انداخت، چون خودش نمی‌توانست تعادل خود را حفظ کند. در اینجا فریاد کشید: پدر جان! الآن دارم جد خودم را به چشم دل می‌بینم و شربت آب می‌نوشم. اسب، حضرت علی‌اکبر (ع) را در میان لشکر دشمن برد و آن‌ها با شمشیر بدنش را تکه‌تکه کردند. — مرتضی مطهری، 
علی‌اکبر در حالی که ۲۵ سال سن (طبق نقل صحیح) داشت، اولین کشته روز عاشورا از قبیله بنی‌هاشم بود.

## آرامگاه
علی‌اکبر پایین پای پدرش حسین بن علی، در کربلا دفن شده است. برخی همین علت را دلیل شش‌گوشه بودن ضریح می‌دانند.
سر او به همراه دیگر کشته شدگان سپاه حسین ابتدا به نزد ابن زیاد در کوفه و بعد از آن به نزد یزید در دمشق فرستاده شد و در نهایت طبق عقیده رایج توسط بانو آزرا از قبیله بنی‌اسد در قبرستان باب‌الصغیر به خاک سپرده شد.
سید محسن امین یکی از محققان معاصر نیز بر این باور است که سر علی اکبر همراه با عباس بن علی و حبیب بن مظاهر در قبرستان باب‌الصغیر دفن شده است.
در مقابل برخی می‌گویند سر او به همراه دیگر سرهای کشته شدگان سپاه حسین به کربلا آورده و در کنار بدنشان دفن شدند. این نظر در میان شیعه و سنی شهرت دارد.